# Киево-Софийское духовное училище
Киево-Софийское духовное училище — дореволюционное духовное училище в городе Киев (Российская империя), организованное в 1840 году религиозным комитетом под председательством митрополита Киевского Филарета (Амфитеатрова).

## История
По ходатайству митрополита Филарета в распоряжение киевского училища был передан трёхэтажный митрополичий дом. Поначалу митрополит, ставший первым ректором училища, сам оплачивал расходы на обучение 40 учеников из 110 принятых в первом потоке. Он также был активно вовлечён в учебно-воспитательные, материальные и культурно-бытовые аспекты жизни воспитанников, которые в основной своей массе были выходацами с Украины и Бессарабии. Во второй половине 19 — нач. XX века из стен училища выпустились сотни служителей Церкви. Также училище подготовило значительное количество воспитанников поступивших в Киевскую семинарию и не только.
В прессе данное училище особенно часто упоминалось в 1913 году, когда проходило печально известное дело Бейлиса по обвинению еврея Менахема Менделя Бейлиса в ритуальном убийстве 13-летнего ученика Киево-Софийского духовного училища Андрея Ющинского.
Закрыто в конце 1917 года.

## Знаменитые преподаватели и ученики
преподаватели
- Антоний (Амфитеатров) — ректор (1840—1841)
- Феофан (Говоров) — ректор (27.08.1841—1842).
- Нектарий (Надеждин) — ректор (1847—1849)
- Димитрий (Вербицкий)

воспитанники
- Иван Сикорский
- Иван Левицкий
- Симеон Трегубов
- Антон Собкевич
- Василий Филиппович